# Norman Brearley
Pour les articles homonymes, voir Brearley.
Sir Norman Brearley, né le 22 décembre 1890 et mort le 9 juin 1989, est un pilote commercial et militaire australien et l'un des pionniers de l'industrie du transport aérien en Australie.

## Jeunesse
Norman Brearly nait le 22 décembre 1890 à Geelong, dans l'état de Victoria,. Il est le quatrième enfant, sur cinq, de Robert Hilliard Brearley, tanneur, et Mary Karen Petersen. Ils s'installent à Perth, en Australie occidentale, en 1906. Il y étudie la mécanique et l'électricité jusqu'à ses 18 ans.

## Carrière aéronautique

### Première Guerre mondiale
En avril 1915, après avoir entrepris un apprentissage de 5 ans en tant que mécanicien, Norman Brearley se rend au Royaume-Uni et s'engage dans le Royal Flying Corps pour suivre une formation de pilote,.
Sur le front occidental, il est d'abord affecté au No. 6 Squadron RAF (en), puis transféré au No. 29 Squadron RAF (en), où il pilote des éclaireurs Airco DH.2 (notamment des patrouilles aux côtés du sergent James McCudden). En septembre 1916, il abat un ballon d'observation allemand et reçoit la Croix militaire.
Cependant, en novembre de la même année, il est abattu et gravement blessé alors qu'ils attaquent avec un autre pilote sept avions allemands,. Les balles lui perforent ses deux poumons : il se pose dans le no man's land, mais réussit à ramper jusqu'aux lignes alliées. Pour son courage, il reçoit l'Ordre du Service distingué.
Il retourne en Australie occidentale pour se rétablir. Il retourne ensuite en Grande-Bretagne où il devient instructeur de vol, d'abord à Gosport puis comme commandant de l'école de vol spécial de Lilbourne. Il donnera notamment des cours aux frères Macpherson Smith, ces derniers effectuant le premier vol Angleterre - Australie, ainsi qu'à Harry Cobby.
A la fin de guerre, la Royal Air Force le nomme major et est retiré du service actif le 16 juin 1919.

### Après la guerre

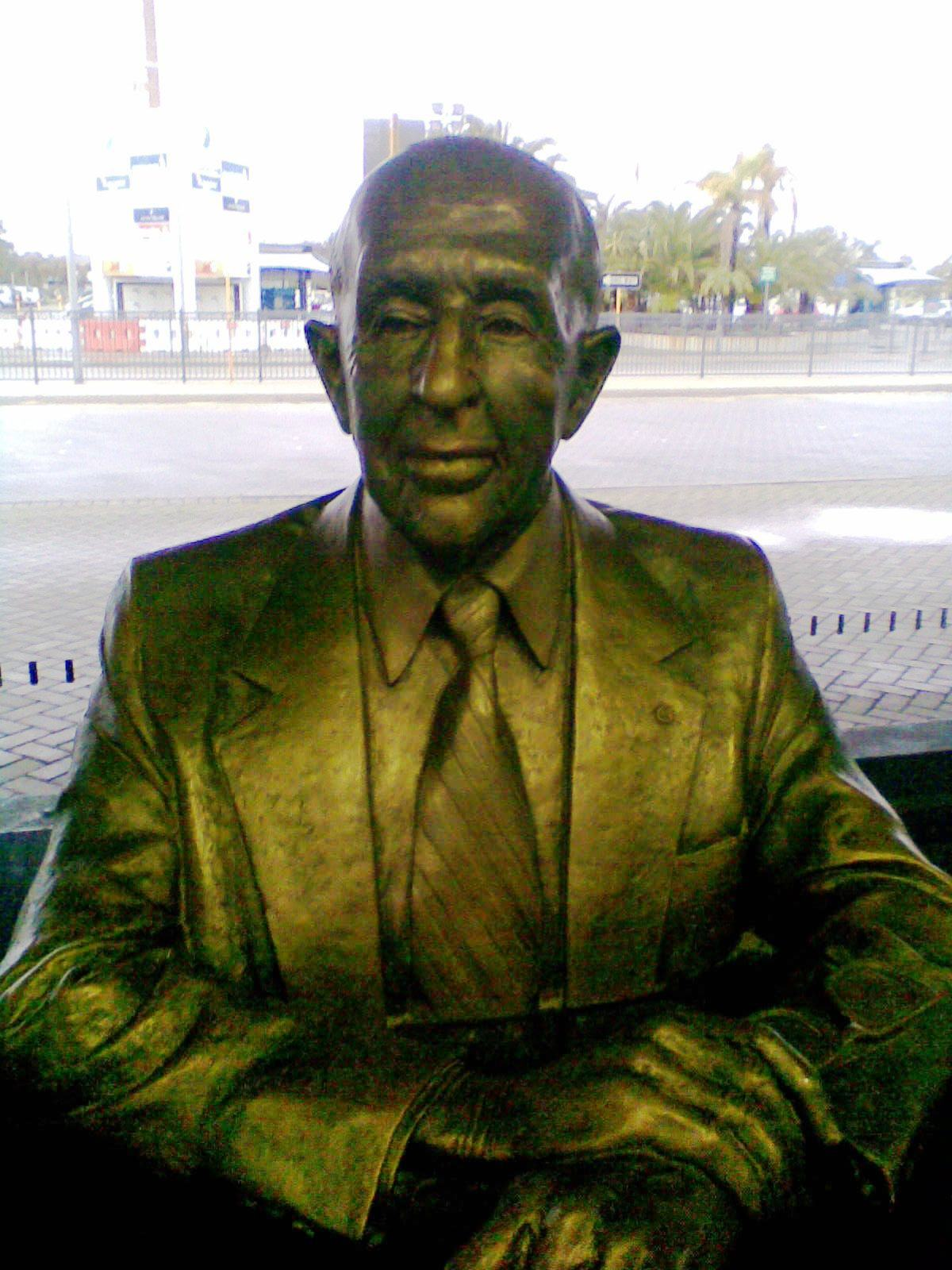
Buste de Norman Brearley à l'aéroport de Perth par le sculpteur Gerard Darwin.

Après la fin des hostilités, Norman Brearley achète deux avions Avro 504 (plus un moteur de rechange), qu'il fait expédier en Australie. Il débute par des meetings aériens et des démonstrations.
En 1921, il fonde la Western Australian Airways Ltd, une compagnie aérienne basée à Geraldton. Le gouvernement le subside pour une ligne aérienne entre Geraldton et Derby,. Il achète pour l'occasion six Bristol Type 28 Tourer et engage des pilotes, dont Charles Kingsford Smith. Si les débuts sont difficiles, la compagnie prospère.
La même année, il obtient la première licence de pilote civil d'Australie, conformément aux règlements de navigation aérienne de 1921. Sa licence est numérotée en tant que licence n° 2, mais il n'existe pas de licence n° 1 à l'époque : une licence portant ce numéro ne sera délivrée qu'en 1930, lorsqu'elle sera offerte à Amy Johnson en l'honneur de son vol record de Londres à l'Australie.
En 1924, la compagnie ouvre une nouvelle ligne vers Perth et en 1927, il ouvre l'école de pilotage de Perth à l'aérodrome de Maylands.
En 1928, il obtient un contrat pour transporter du courrier entre Perth et Adélaïde. Pour l'occasion, il achète des De Havilland Hercules qui peuvent transporter 14 passagers et des Vickers Viastra (en),. En 1934, il perd les droits sur la ligne et deux ans plus tard, il se retire de l'aviation commerciale lorsqu'il fusionne sa compagnie aérienne avec l'Australian National Airways,.

### Seconde Guerre mondiale
En 1940, durant la Seconde Guerre mondiale, il devient flight lieutenant dans Royal Australian Air Force et s'occupe de diverses écoles de pilotage. En 1942, il est promu group captain et commande la No. 4 Service Flying Training School à Geraldton d'octobre 1942 à mars 1944.

## Fin de vie
Après la guerre, il est nommé directeur de la Sydney Atkinson Motors Ltd. Il dépose de nombreux brevets et s'intéresse au golf et voyage énormément. En 1965, il est fait commandeur de Ordre de l'Empire britannique et anobli en 1971. En 1974, il reçoit la Oswald Watt Gold Medal (en).
Il meurt le 9 juin 1989 à Nedlands (en) et est incinéré.

## Vie privée
Norman Brearley épouse Violet Claremont Stubbs à Christ Church, Claremont, le 4 juillet 1917, alors qu'il se remet de ses blessures. Elle décède en 1982, à l'âge de 85 ans. Le couple a un fils et une fille,.

### Biographie
- Stuart Tucker, « Sir Norman Brearley CBE, DSO, MC, AFC, FRAeS [obituary] », Cross and Cockade International, vol. 21, no 1,‎ mars 1990, p. 53–54